# Palazzo di Stato del Cremlino
Il Palazzo di Stato del Cremlino (in russo Государственный Кремлёвский дворец?, Gosudarstvennyj Kremlëvskij dvorec) è un edificio di rappresentanza ubicato nel Cremlino di Mosca. Venne costruito nel 1961 e risulta, per questo motivo, l'edificio più recente all'interno del complesso del Cremlino. All'epoca della costruzione era stato denominato Palazzo dei Congressi del Cremlino (in russo Кремлёвский дворец съездов?, Kremlëvskij dvorec s"ezdov, mentre assunse l'attuale denominazione nel 1992. Il Palazzo di Stato del Cremlino non deve essere confuso con il Gran Palazzo del Cremlino - la cui costruzione è terminata nel 1849 - destinato ad essere la residenza degli zar a Mosca fino alla rivoluzione del 1917.

## Storia

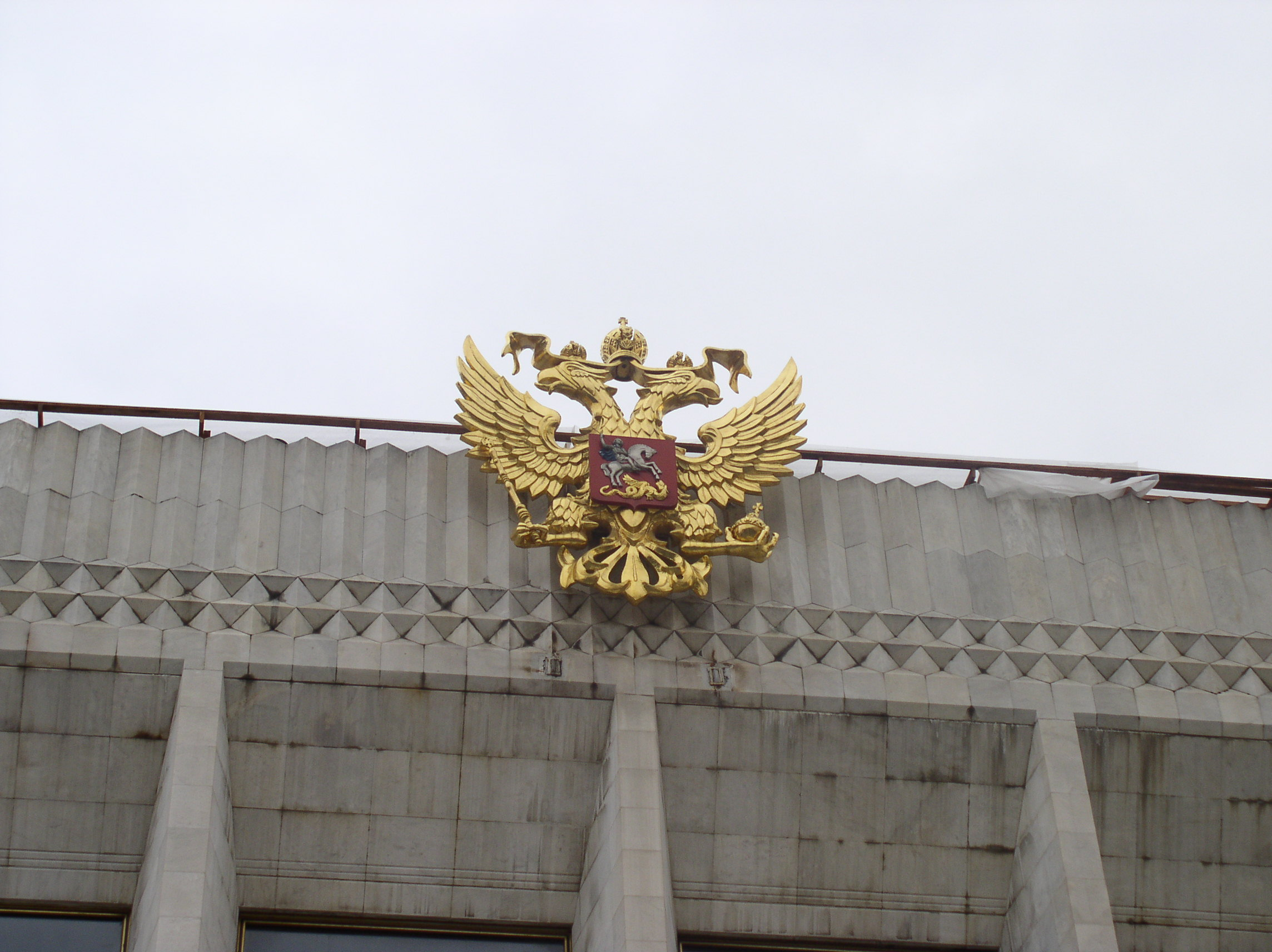
Lo Stemma della Russia posto al di sopra dell'ingresso.

Il Palazzo di Stato del Cremlino fu costruito tra il 1960 ed il 1961. Per ottenere lo spazio necessario alla sua costruzione, venne demolito un edificio che fungeva da museo dell'Arsenale prima della costruzione del Palazzo dell'Armeria, insieme ad alcuni altri edifici residenziali destinati ai militari. Inizialmente il Palazzo di Stato era denominato Palazzo dei Congressi del Cremlino (in russo Кремлёвский Дворец Съездов?), poiché era, 
stato concepito, principalmente, per ospitare le riunioni del Partito Comunista dell'Unione Sovietica, che si tenevano in precedenza nel Gran Palazzo del Cremlino. Il nuovo palazzo dei congressi venne completato entro l'ottobre del 1961, giusto in tempo per ospitare il XXI congresso del PCUS, fissato per il 17 del mese.
Il principale architetto dell'edificio fu Michail Vasil'evič Posochin, famoso per la stesura di diversi progetti spettacolari, e talvolta controversi, nella Mosca della seconda metà del XX secolo, tra cui si ricordano l'edificio residenziale in piazza Kudrinskaja e l'Olimpijskij.
Anche durante l'epoca sovietica, oltre agli incontri politici, erano organizzati nel Palazzo dei Congressi concerti e cerimonie. Gli eventi più famosi furono sicuramente le rappresentazioni, avvenute per lungo tempo, dei balletti del Teatro Bol'šoj, e la realizzazione annuale, di una grande festa di Natale per i bambini, detta "Festa dell'Abete".
Dopo la dissoluzione dell'Unione Sovietica e del PCUS, il Palazzo dei Congressi perse il proprio originario motivo di esistenza. Poco tempo dopo venne ribattezzato Palazzo di Stato del Cremlino, e da allora viene utilizzato solamente per ospitare eventi. Oltre ad essere sede di celebrazioni, conferenze ed esposizioni, il Palazzo di Stato ospita da alcuni anni le fasi finali del Campionato del mondo di scacchi e concerti di rilievo internazionale. Tra gli artisti che si sono esibiti sul palco del Palazzo di Stato, possono essere citati, come esempio, Elton John, Tina Turner, Sting, Bryan Adams, Ray Charles, Chris Rea, Al Bano ed Eric Clapton.

## Descrizione generale

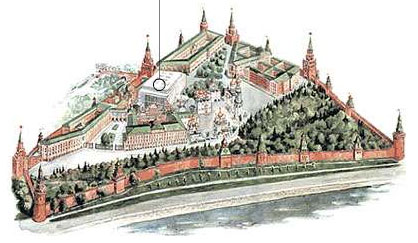
Localizzazione del Palazzo di Stato del Cremlino all'interno del complesso del Cremlino di Mosca.

L'edificio è ubicato in prossimità della Torre della Trinità (Troickaja), una delle torri inserite nella cinta muraria del Cremlino di Mosca, laddove si incontra uno dei due accessi per i visitatori verso l'interno della fortezza. Da qui, il Palazzo di Stato del Cremlino è il primo edificio che è possibile vedere sul lato destro.
La sua architettura è semplice e razionale. La porzione principale dell'edificio, con i suoi 27 metri di altezza, si presenta come una semplice e pura forma rettangolare. Le facciate sono state concepite principalmente come vetrate pulite separate da sottili pilastri triangolari in marmo bianco, che lasciano a vista lo spazioso vestibolo e la rete di scale in calcestruzzo. Al di sopra dell'ingresso principale, che si affaccia sul prospetto principale del Palazzo dell'Armeria, è possibile vedere un esemplare dorato dello Stemma della Russia, che ha sostituito, durante gli anni novanta del Novecento, l'Emblema dell'Unione Sovietica.
Gli interni del Palazzo di Stato del Cremlino sono suddivisi in più di 800 spazi, dei quali una porzione significativa è occupata dal salone principale del primo piano, in grado di ospitare 6.000 persone. Attualmente, questo salone, grazie all'installazione di un palco da 450 metri quadrati, è adibito alla realizzazione di concerti ed altri spettacoli. Al di sopra della sala da concerti si trova il salone delle feste, capace di ospitare fino a 4.500 persone. I livelli interrati, adibiti a guardaroba e a spazi di servizio, sono distribuiti su vari livelli per un'altezza totale di 16 metri.